# Wenceslaus-Grube
Die Wenceslaus-Grube (auch Wenceslausgrube und Wenzeslaus-Grube; 1931–1932‚ Gewerkschaft Consolidirte Wenceslaus Grube; 1933–1939 Betriebsgemeinschaft Wenceslaus-Grube) ist ein stillgelegtes Bergwerk in Mölke im ehemaligen Landkreis Neurode, der 1932 mit dem Landkreis Glatz zusammengelegt wurde. Das Gebiet der Wenceslaus-Grube liegt im Westen des Eulengebirges, im Norden der ehemaligen Grafschaft Glatz. Heute gehört das Gebiet zum Powiat Kłodzki (Kreis Glatz) in der Woiwodschaft Niederschlesien. Traurige Berühmtheit erlangte die Wenceslaus-Grube, als es am 9. Juli 1930 im Hausdorfer „Schacht Kurt“, der ebenfalls zur Wenceslaus-Grube gehörte, zu einem Kohlensäureausbruch kam, bei dem 151 Bergleute den Tod fanden.

## Geschichte

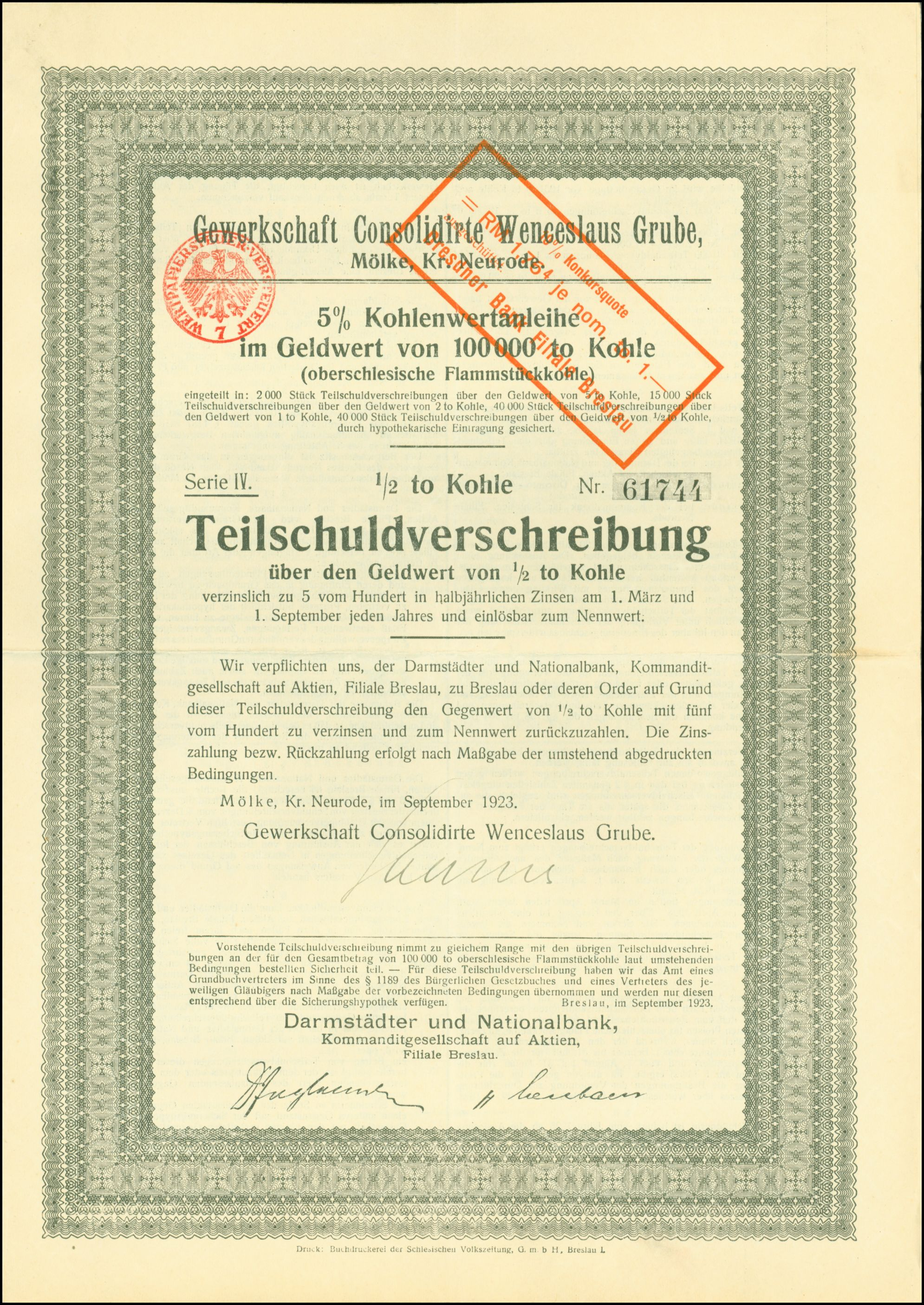
Kohlenwertanleihe der Gewerkschaft Consolidirte Wenceslaus Grube vom September 1923

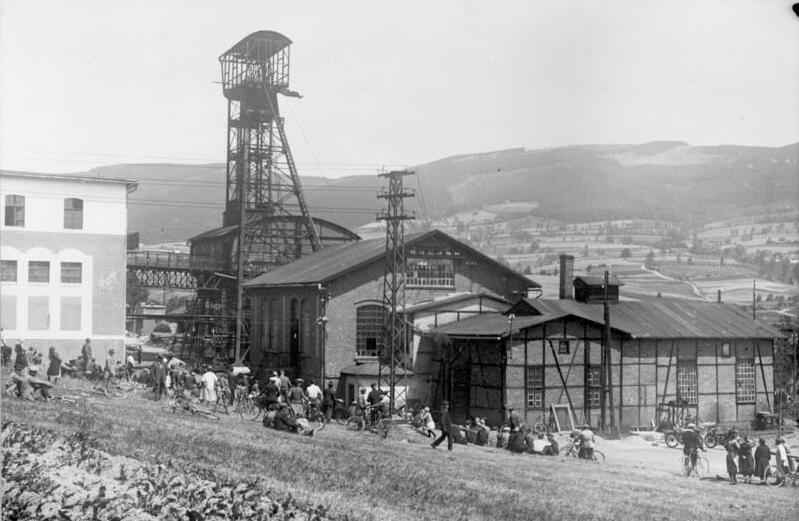
Rettungsaktionen beim Bergwerksunglück vom 9. Juli 1930

Die Wenceslaus-Grube wurde 1771 gegründet und nach dem Grundherrn des Dorfes Hausdorf Wenceslaus von Haugwitz benannt. 1790 war sie im Besitz der Grafen Stillfried auf Neurode. Nach mehrfachen Besitzerwechseln gelangte sie 1897 an den aus Lothringen stammenden Industriellen Gustav Linnartz, der sie 1901 seinem Schwiegersohn Adrian Gaertner übertrug. Dieser entwickelte die Wenceslaus-Grube schon bald zum modernsten Kohlebergwerk Deutschlands. Durch Erschließung weiterer Kohlefelder, dem Abteufen neuer Schächte, Anlage leistungsfähiger Förderwege unter Tage, bessere Arbeitsorganisation und Einsatz moderner Technik konnte die Jahresförderung von 135.000 im Jahr 1901 bis auf 584.000 Tonnen Kohle im Jahr 1914 gesteigert werden. Die erzielten Gewinne wurden in die Firma reinvestiert, dienten aber auch zur Erhöhung der Löhne. Nach dem Ersten Weltkrieg kam es in der Wenceslaus-Grube zu Arbeiterunruhen unter der Belegschaft. Trotzdem wurde Gaertner, der in einer Betriebsversammlung sein Konzept für die Zukunft erläutert hatte, zum Vorsitzenden des Arbeiter- und Soldatenrates gewählt. Neben Lohnerhöhungen setzte er sich auch für bessere Wohnverhältnisse der Arbeiter ein. Im Werk wurden eine Krankenstation eingerichtet und Zuschüsse für Erholungsmaßnahmen der Bergleute bewilligt. Zudem beteiligte er sich an der Finanzierung des Knappschaftskrankenhauses in Neurode. Negative Folgen für den Kohleabsatz ergaben sich durch die Grenzziehung zur 1918 neu errichteten Tschechoslowakei, da nun die Absatzgebiete in der Habsburgermonarchie wegfielen. Trotz der politisch schwierigen Verhältnisse gelang es Gaertner, weitere Arbeitsbereiche zu modernisieren. 1919/20 führte er Elektrolokomotiven auf der dritten Sohle ein, die 60 Wagen mit 20 km/h ziehen konnten. 1923 wurden unter Tage Förderbänder installiert und 1924 Versuche mit dem Bergius-Pier-Verfahren unternommen. Damals waren in dem Musterbetrieb 4600 Mitarbeiter beschäftigt. Bereits 1923 musste Gaertner infolge der Inflation die Wenceslaus-Grube an das Breslauer Elektrizitätswerk Schlesien verkaufen, das ihn als Generaldirektor einsetzte. Nochmals deutlich bessere Arbeitsbedingungen wurden 1926 erreicht, als Gaertner die lückenlose elektrische Beleuchtung unter Tage und zwei Jahre später in einem der Flöze einen vollautomatischen Kohleabbau einführte. Trotzdem wurden Entlassungen notwendig. Die Weltwirtschaftskrise von 1929 überstand die Wenceslaus-Grube besser als andere Gruben. Einen schweren Schlag erlitt sie am 9. Juli 1930 im Hausdorfer „Schacht Kurt“ durch einen Kohlensäureausbruch, bei dem 151 Bergleute den Tod fanden. Die meisten Opfer stammten aus Hausdorf und der nächsten Umgebung. Die Bergung der Toten dauerte vier Wochen.
Die Trauerfeier, an der mehr als 20.000 Menschen aus der näheren Umgebung und der Tschechoslowakei teilnahmen, fand am Sonntag, dem 13. Juli 1930, auf dem katholischen Friedhof von Hausdorf statt. Neben dem Grafschafter Großdechanten Franz Dittert waren u. a. vertreten: Staatssekretär Hermann Geib, Reichstagspräsident Paul Löbe, der Oberpräsident der Provinz Niederschlesien Hermann Lüdemann und die Regierungspräsidenten Wilhelm Happ für den Regierungsbezirk Breslau und Hans Poeschel für den Regierungsbezirk Liegnitz. Ortspfarrer Franz Schröfel würdigte die Verstorbenen, die trotz ihrer schweren Arbeit bei geringer Bezahlung stets ihre Pflicht erfüllt hätten. Er dankte auch den Rettern, die teilweise ohne Gasschutzgeräte im Einsatz waren, für ihren heldenhaften Mut. Die bis dahin geborgenen Bergleute aus Hausdorf wurden in drei Massengräbern beigesetzt. Weitere Tote fanden ihre letzte Ruhestätte in ihren Heimatorten Kunzendorf, Ludwigsdorf, Mittelsteine, Neurode, Schlegel und Volpersdorf. Der Reichstag gedachte der Opfer von Hausdorf in seiner Sitzung vom 10. Juli 1930. Zum Gedenken an die Toten wurde am Eingang zum Hausdorfer Friedhof ein Kreuz aufgestellt, das der Neuroder Bildhauer August Wittig (* 1881) schuf.
Da weder das E-Werk Schlesien noch die Reichsregierung Mittel für einen Weiterbetrieb bereitstellten, wurde die Wenceslaus-Grube am 28. Januar 1931 stillgelegt. Dadurch wurden 2600 Bergleute arbeitslos. Da es für sie kaum andere Arbeitsmöglichkeiten gab, stieg das Elend ins Unermessliche. Protestkundgebungen der ganzen Bevölkerung waren die Folge. Am 17. März 1931 trat Adrian Gaertner als Generaldirektor zurück. Am 18. April 1931 wurde Konkurs angemeldet, da die Grube mit zwölf Millionen Reichsmark verschuldet gewesen war. Mehrere Versteigerungsversuche blieben erfolglos. Die Reichsregierung verweigerte Hilfszahlungen, da die Sanierung zu teuer und wegen der Kohlensäuregefahr zu gefährlich sei.
Im Oktober 1931 gründeten die entlassenen Bergleute die „Betriebsgemeinschaft Wenceslaus-Grube, Bergbaugenossenschaft m.b.H.“ Ein Jahr später setzte sie mit dem gesammelten Geld die Pumpen wieder in Gang. Am 29. Juli 1933 nahm die Wenceslaus-Grube die Produktion wieder auf. Da die Versprechungen der NSDAP nicht eingehalten wurden, war schon 1935 klar, dass die Grube ohne staatliche Hilfen keine Gewinne erwirtschaften kann. Trotzdem wurde bis zum 31. März 1939 der volle Betrieb aufrechterhalten, danach sollte das Auslaufen des Betriebs bis zur endgültigen Stilllegung vier bis fünf Monate dauern. Am 1. September 1939 begann der Zweite Weltkrieg mit dem Überfall auf Polen. Der fast neunjährige Kampf der Bergleute um den Weiterbetrieb der Wenceslaus-Grube fand ein trauriges Ende. Die Enttäuschung der Bevölkerung im gesamten Neuroder Kohlenrevier war groß.